# Camp Pendleton South
Camp Pendleton South es un lugar designado por el censo ubicado en el condado de San Diego en el estado estadounidense de California. En el año 2000 tenía una población de 8,854 habitantes y una densidad poblacional de 876 personas por km². 

## Geografía
Camp Pendleton South se encuentra ubicado en las coordenadas 33°13′0″N 117°23′28″O / 33.21667, -117.39111. Según la Oficina del Censo, la ciudad tiene un área total de 10,1 km² (3,9 mi²), de la cual 9,9 km² (3,8 mi²) es tierra y 0,2 km² (0,1 mi²) (2.05%) es agua.

## Demografía
Según la Oficina del Censo en 2000 los ingresos medios por hogar en la localidad eran de $32,829, y los ingresos medios por familia eran $31,998. Los hombres tenían unos ingresos medios de $21,311 frente a los $24,010 para las mujeres. La renta per cápita para la localidad era de $11,114. Alrededor del 8.4% de la población estaban por debajo del umbral de pobreza.